# اتین ژیراردو
اتین ژیراردو (فرانسوی: Etienne Girardot‎؛ ‏ ۲۲ فوریهٔ ۱۸۵۶ – ۱۰ نوامبر ۱۹۳۹) بازیگر اهل انگلستان بود.
از فیلم‌ها یا برنامه‌های تلویزیونی که وی در آن نقش داشته‌است می‌توان به راه بازگشت، گوژپشت نتردام، توئنتی‌اث سنچری، گریک بزرگ، و کلایو هند اشاره کرد.